# Primolano
Primolano (Primolan [primoˈlaŋ] in veneto) è una frazione del comune italiano di Valbrenta, in provincia di Vicenza.

## Geografia fisica
È l'ultimo paese del Canale del Brenta prima di entrare in Valsugana (ovvero in provincia di Trento). Adagiato sul versante sinistro, si trova all'imboccatura della strada nota come "Scale di Primolano" che dal fondovalle si inerpica sino a Fastro di Arsiè, in territorio Feltrino.
A ovest del paese, sempre alla sinistra del Brenta, si estende un ampio pianoro detto Campagna Guarnieri.

## Storia
In una bolla di papa Lucio III in cui si confermano le proprietà del vescovo di Feltre, vengono citate anche le possessiones quas habetis [...] in Prato Imolano. Sulla base di ciò, Angelico Prati ritiene il toponimo derivato da pratus e da un personale Imulus. Avanza qualche riserva Dante Olivieri, che preferisce avvicinarlo al personale Primulus. Giovan Battista Pellegrini lo rimanda al latino īmu "profondo", attraverso *imolānu.
Primolano è stata, sin dai tempi più remoti, una località di confine e transito. La struttura portante del paese era la vecchia strada statale 47 (oggi il traffico è deviato da una sua variante), antica via di collegamento tra la pianura veneta e l'Europa centrale attraverso il Trentino. Questa situazione portò allo sviluppo di alcune infrastrutture, quali un ospizio per pellegrini (citato già nel testamento di Gherardino da Camposampiero degli anni 1180), una dogana, un lazzaretto, una stazione di posta e alcune fortificazioni.
Questo ruolo fu riconfermato nel 1910 quando, trovandosi ancora al confine tra il Regno d'Italia e l'impero austro-ungarico, vi fu inaugurata una stazione ferroviaria internazionale. Durante la prima guerra mondiale divenne un importantissimo centro logistico Italiano prima ed austroungarico poi.
Oggi, cessata la sua importanza strategica, Primolano sta attraversando una fase di declino e spopolamento.

## Monumenti e luoghi d'interesse

### Architetture religiose

#### Chiesa di san Bartolomeo
Suo patrono è san Bartolomeo apostolo e questo la legherebbe all'antico ospizio, dato che a questo santo furono intitolati numerosi ospedali. Le prime notizie, tuttavia, riguardano una consacrazione del 1506.
Subì numerosi rifacimenti e riconsacrazioni, delle quali si cita quella del 26 settembre 1697 ad opera di papa Paolo IV in viaggio verso Vienna.
Ai primi dell'Ottocento la chiesa era in pessimo stato, ma vi si intervenne solo a partire dal 1899, quando iniziò un'ulteriore ricostruzione ultimata con la consacrazione del 13 febbraio 1913.
Benché recente, l'edificio conserva due pregevoli altari lignei dipinti e dorati, risalenti alla fine del Cinquecento e attribuiti ad artisti di area veneta, pur non escludendo interventi di artigiani sudtirolesi. Il primo reca al centro una statua di san Rocco, compatrono del paese, con accanto il suo cane, l'altro è ornato da una scultura della Vergine. I due manufatti furono gravemente danneggiati dall'alluvione del 1966 e dovettero trascorrere un periodo a Venezia per essere restaurati. Dello stesso periodo è anche la pala dell'altare maggiore (Madonna in trono tra i santi Bartolomeo e Giovanni Battista), forse dei fratelli Bartolomeo e Francesco Nasocchio. Si ricorda, inoltre, un tabernacolo a muro sulla parete est, opera tardo-gotica che reca la data 1442.
La parrocchia di Primolano, come quelle della limitrofa Valsugana, era un tempo parte della diocesi di Feltre. Nel 1818, per effetto della bolla De salute Dominici gregis, fu aggregata a quella di Padova dalla quale già dipendevano le parrocchie del canale del Brenta. Dalla visita pastorale del 1861 sappiamo che i capifamiglia della comunità eleggevano da sé il parroco, diritto cui rinunciarono nel 1938.

### Architetture militari

#### Castello della Scala
La prima menzione del fortilizio risale al 1260, ma aveva di sicuro origini più antiche. Faceva parte del sistema difensivo (comprendente anche il Covolo di Butistone, la Bastia di Enego e il ponte sul Cismon) eretto per controllare il confine tra il Canale di Brenta, la Valsugana e il Feltrino. Già appartenente al vescovo-conte di Feltre, passò più tardi agli Scaligeri, ai conti del Tirolo, ai Carraresi e ai Visconti; entrato nell'orbita veneziana, fu assegnato al distretto di Bassano e poi a quello di Feltre sino alla caduta della Repubblica.
Ciò che rimaneva del castello fu in gran parte distrutto con la costruzione della nuova strada, a metà Ottocento. Oggi sussistono solo pochi resti vicino al primo tornante delle Scale di Primolano.

#### Forte Tagliata della Scala e Forte Tagliata delle Fontanelle
A monte del paese, in prossimità di Fastro, costituiscono un complesso di fortificazioni realizzato alla fine dell'Ottocento per controllare le Scale di Primolano. La Tagliata della Scala era una barriera in muratura affiancata da una piattaforma per l'artiglieria localizzata a circa metà della salita, mentre la Tagliata delle Fontanelle, presso Cima Scala, era una batteria compatta sprofondata in terreno da riporto. I due manufatti erano tra loro collegati da un camminamento coperto.
Le fortificazioni non vennero mai utilizzate, nemmeno durante la Grande Guerra. Subirono dei danneggiamenti dopo la rotta di Caporetto, che vide le truppe italiane ritirarsi sul Grappa; occupate dagli Austro-Ungarici, furono da questi smantellate poco prima della fine del conflitto.

### Altro

#### Rimessa Locomotive di Primolano
All'entrata del paese, arrivando dalla strada statale, la Rimessa Locomotive fa parte della Stazione di Primolano e venne attivata nel 1910 all'inaugurazione della tratta italiana della ferrovia internazionale della Valsugana, gestita inizialmente dalla Società Italiana Ferrovia della Valsugana. La rimessa segue un modello comune ad altre rimesse in Italia (ad esempio Ispica) con annessi dormitori per il personale di macchina in trasferta; è dotata di due binari con fossa di visita ed era originariamente dotata di dispositivo cala assi; il fascio binari antistante la rimessa ha subito vari rimaneggiamenti nel corso dei tempi. Quando cessò l'uso dei dormitori, negli anni '70, il fascio binari comprendeva 3 binari, due entranti nella rimessa ed un terzo che terminava in un tronchino dopo aver attraversato la piattaforma di giratura. I tre binari convergevano in un'antenna dalla quale, per retrocessione attraverso un apposito deviatoio, i rotabili potevano raggiungere il binario di accesso alla stazione attraversando un ulteriore scambio ed invertendo nuovamente la marcia e percorrendo, nel complesso, un percorso a forma Z che impediva fughe di rotabili dalla rimessa. La piattaforma di giratura attualmente installata non è quella originale dell'impianto, ma venne installata presumibilmente dopo la prima guerra mondiale, riutilizzando una piattaforma di costruzione austro-ungarica di 14,65 metri.
La Rimessa Locomotive ed il suo fascio binari sono stati oggetto di un accurato lavoro di restauro e ristrutturazione che sono stati fondamentali per la creazione del sito ferroviario/museale creato dall'associazione Società Veneta Ferrovie. Dal 31 maggio 2019 il binari della rimessa sono nuovamente raccordati ufficialmente con la rete nazionale tramite il raccordo denominato "Ferrovia Turistica della Valbrenta".

## Infrastrutture e trasporti

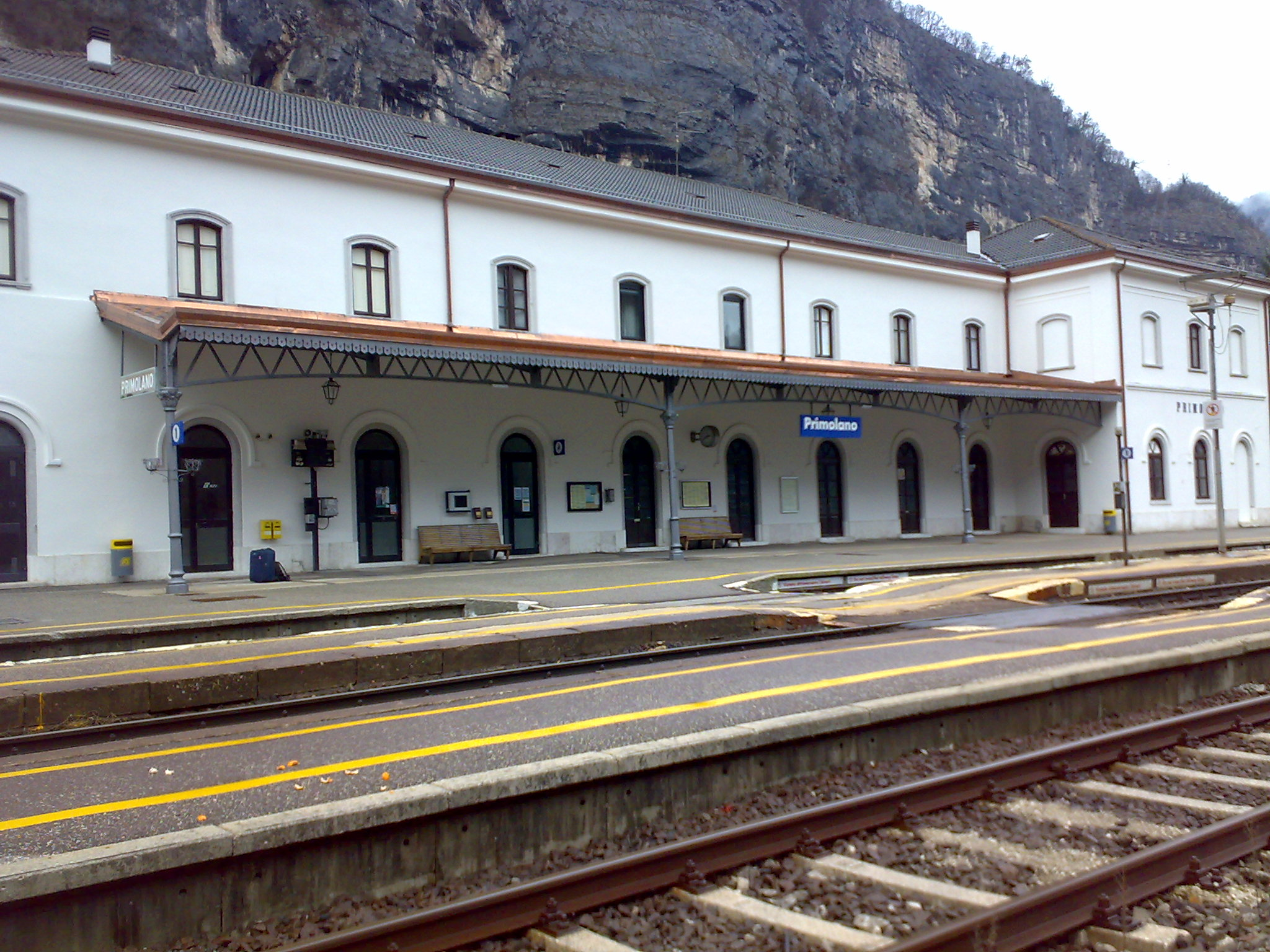
La stazione ferroviaria.

Primolano è posta lungo il vecchio tracciato della SS 47, che oggi transita su un nuovo percorso poco più a sud evitando il centro abitato. Poco prima del paese inizia anche la nuova strada ANAS 127 che, attraverso la galleria San Vito, permette i collegamenti tra il Canale del Brenta e il Feltrino evitando le tortuose Scale di Primolano.
A Primolano si trova una stazione ferroviaria sulla linea Venezia-Trento che dal 1910 (anno dell'inaugurazione) al 1915 funzionò come stazione internazionale (di qui le sue grandi dimensioni). Essa venne ampiamente sfruttata durante la grande guerra, in particolar modo dall'esercito austroungarico che, dallo scalo di Primolano, riforniva sia le prime linee sull'altipiano dei Sette Comuni sia sul massiccio del Grappa. Dal 2009 l'annessa rimessa locomotive è stata oggetto di restauro da parte dell'associazione Società Veneta Ferrovie che ha siglato nel 2011 un accordo con il comune di Cismon del Grappa per il recupero della rimessa e la creazione di un treno storico di cui fa parte la locomotiva 880.001 ed altri rotabili in via di acquisizione. Il 26 maggio 2012 è stato stanziato il finanziamento del comune di Cismon del Grappa redatto da SVF a titolo gratuito che include i lavori alla rimessa, al treno e a una parte della pista ciclabile Trento-Bassano.